# Adrienne Ndongo Fouda
Adrienne Ndongo Fouda (* 10. Juli 1990 in Yaoundé) ist eine kamerunische Fußballspielerin.

## Karriere

### Verein
Fouda spielte bei Canon de Yaoundé. Im Frühjahr 2011 wechselte sie nach Belarus. Dort gab sie am 25. Mai 2011 ihr Debüt für den FK Minsk in der belarussischen Frauen Premier League gegen den FK Nadezhda Mogilev. Im Sommer 2012 verließ sie die belarussische Hauptstadt und wechselte zum rumänischen Verein ACS Vasas Femina in die Liga I Feminin.

### Nationalmannschaft
Fouda nahm 2010 erstmals für Kamerun am Coupe d’Afrique des nations féminine de football teil und wurde auch 2012 nominiert.